# Ōtsuki
Ōtsuki (japanska: 大月市?, Ōtsuki-shi) är en stad i Yamanashi prefektur i Japan. Staden bildades 1954.  Ōtsuki är belägen i prefekturens östra del, och är en av Stortokyoområdets allra västligaste delar.